# Daina Taimina
Daina Taimina (em letão: Daina Taimiņa; 19 de agosto de 1954) é uma matemática letã, conhecida por seus modelos físicos do espaço hiperbólico.
Taimina recebeu o Euler Book Prize 2012 da Mathematical Association of America.

## Livros
- Taimina, Daina (2009), Crocheting Adventures with Hyperbolic Planes, A K Peters, ISBN 9781568814520.
- Henderson, David W. & Taimina, Daina (2004), Experiencing Geometry: Euclidean and Non-Euclidean with History (3rd izd.), Pearson Prentice Hall, ISBN 0131437488.
- Henderson, David W. & Taimina, Daina (1997), Differential Geometry: A Geometric Introduction, Prentice Hall, ISBN 9780135699638.